# پیتر سیاه (فیلم)
«پیتر سیاه» (انگلیسی: Black Peter) یک فیلم به کارگردانی میلوش فورمن است که در سال ۱۹۶۴ منتشر شد.